# 중력 결합 에너지

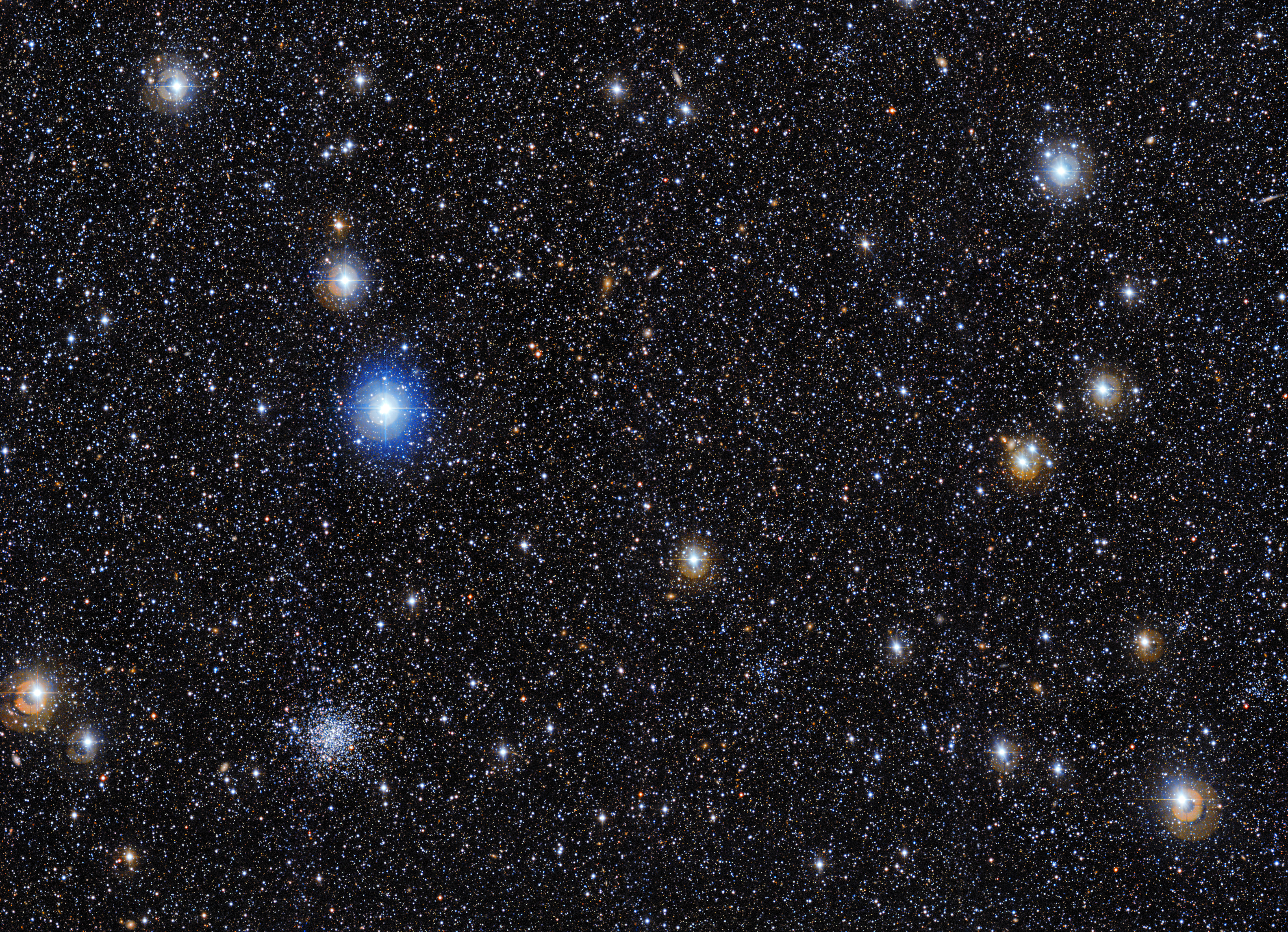
은하단은 우주에서 알려진 가장 큰 중력적으로 결합된 구조이다.

중력 결합 에너지(영어: Gravitational binding energy)는 시스템이 중력적으로 구속 상태에 있지 않게 되기 위해 시스템에 추가되어야 하는 최소 에너지이다. 중력적으로 결합된 시스템은 그 구성 요소들이 완전히 분리되었을 때의 에너지 합계보다 더 낮은(즉, 더 음의) 중력 퍼텐셜 에너지를 가진다. 이것이 최소 전 퍼텐셜 에너지의 원리에 따라 시스템이 응집되도록 유지하는 이유이다.
중력 결합 에너지는 뉴턴 중력 이론과 알베르트 아인슈타인의 중력 이론인 일반 상대성이론에서 개념적으로 다를 수 있다. 뉴턴 중력에서는 결합 에너지가 시스템의 모든 미시적 구성 요소 쌍 사이의 상호 작용의 선형 합으로 간주될 수 있지만, 일반 상대성이론에서는 중력장이 모두 약할 경우에만 대략적으로 참이다. 시스템 내에 더 강한 장이 존재할 경우, 결합 에너지는 시스템 전체의 비선형 속성이며, 시스템의 요소들 사이에 개념적으로 귀속될 수 없다. 이 경우 결합 에너지는 시스템의 ADM 질량과 시스템의 모든 원자 및 기타 기본 입자가 분해되었을 때의 에너지 합계 사이의 (음의) 차이로 간주될 수 있다.
균일한 밀도를 가진 구형 물체의 경우, 중력 결합 에너지 U는 뉴턴 중력에서 다음 공식으로 주어진다.
{\displaystyle U=-{\frac {3GM^{2}}{5R}}}
여기서 G는 중력 상수이고, M은 구의 질량이며, R은 구의 반지름이다.
지구가 균일한 밀도를 가진 구라고 가정하면 (실제로는 그렇지 않지만, 자릿수 추정치를 얻기에는 충분히 가깝다) M = 5.97×1024 kg이고 r = 6.37×106 m일 때 U = 2.24×1032 J이다. 이는 태양의 총 에너지 출력의 대략 일주일치와 같다. 이는 킬로그램당 37.5 MJ/kg이며, 표면에서 킬로그램당 퍼텐셜 에너지의 절댓값의 60%이다.
지진파 이동 시간에서 추론된 실제 밀도의 깊이 의존성은 지구 예비 참조 모델 (PREM)에 주어진다. 이를 사용하여 지구의 실제 중력 결합 에너지는 수치적으로 U = 2.49×1032 J로 계산할 수 있다.
비리얼 정리에 따르면, 항성의 중력 결합 에너지는 정역학적 평형이 유지되기 위해 내부 열 에너지의 약 두 배이다. 항성의 가스가 더욱 상대론적이 되면, 정역학적 평형에 필요한 중력 결합 에너지는 0에 가까워지고 항성은 불안정해진다 (섭동에 매우 민감해진다). 이는 높은 질량의 항성의 경우 강한 복사압으로 인해 초신성을 유발하거나, 중성자별의 경우 블랙홀로 이어질 수 있다.

## 균일한 구에 대한 뉴턴 중력 내에서의 유도
반지름이 {\displaystyle R}인 구의 중력 결합 에너지는 구를 차례로 구형 껍질을 무한대로 이동시키면서 분리한다고 상상하고, 가장 바깥쪽 껍질부터 먼저 이동시키면서 이에 필요한 총 에너지를 찾아 계산한다.
일정한 밀도 {\displaystyle \rho }를 가정하면, 껍질과 그 안의 구의 질량은 다음과 같다.
{\displaystyle m_{\mathrm {shell} }=4\pi r^{2}\rho \,dr}
그리고
{\displaystyle m_{\mathrm {interior} }={\frac {4}{3}}\pi r^{3}\rho }
껍질에 필요한 에너지는 중력 퍼텐셜 에너지의 음수이다.
{\displaystyle dU=-G{\frac {m_{\mathrm {shell} }m_{\mathrm {interior} }}{r}}}
모든 껍질에 대해 적분하면 다음과 같다.
{\displaystyle U=-G\int _{0}^{R}{\frac {\left(4\pi r^{2}\rho \right)\left({\tfrac {4}{3}}\pi r^{3}\rho \right)}{r}}dr=-G{\frac {16}{3}}\pi ^{2}\rho ^{2}\int _{0}^{R}{r^{4}}dr=-G{\frac {16}{15}}{\pi }^{2}{\rho }^{2}R^{5}}
{\displaystyle \rho }는 균일한 밀도를 가진 물체의 경우 전체 질량을 부피로 나눈 것과 같으므로,
{\displaystyle \rho ={\frac {M}{{\frac {4}{3}}\pi R^{3}}}}
그리고 마지막으로, 이 값을 우리의 결과에 대입하면 다음과 같다.
{\displaystyle U=-G{\frac {16}{15}}\pi ^{2}R^{5}\left({\frac {M}{{\frac {4}{3}}\pi R^{3}}}\right)^{2}=-{\frac {3GM^{2}}{5R}}}
{\displaystyle U=-{\frac {3GM^{2}}{5R}}}

## 음의 질량 성분
서로 R 거리에 위치하고 상호적으로 움직이지 않는 두 물체는 R이 작을 때 세 번째 물체에 약간 더 작은 중력을 가한다. 이는 시스템의 음의 질량 성분으로 볼 수 있으며, 균일한 구형 해의 경우 다음과 같다.
{\displaystyle M_{\mathrm {binding} }=-{\frac {3GM^{2}}{5Rc^{2}}}}
예를 들어, 지구가 현재 크기의 중력적으로 결합된 구라는 사실은 2.49421×1015 kg의 질량 손실을 의미하며 (대략 포보스 질량의 4분의 1 - 동일한 값을 줄 (단위)로 보려면 위 참조), 만약 지구의 원자들이 임의로 큰 부피에 희박하게 퍼져 있었다면 지구는 현재 질량에 2.49421×1015 kg 킬로그램이 더해져 있었을 것이다 (그리고 세 번째 물체에 대한 중력은 그만큼 더 강했을 것이다).
이 음의 성분은 시스템의 양의 성분을 결코 초과할 수 없음을 쉽게 증명할 수 있다. 시스템 질량 자체보다 큰 음의 결합 에너지는 시스템의 반지름이 다음보다 작아야 함을 의미한다.
{\displaystyle R\leq {\frac {3GM}{5c^{2}}}}
이는 슈바르츠실트 반지름의 {\textstyle {\frac {3}{10}}}보다 작다.
{\displaystyle R\leq {\frac {3}{10}}r_{\mathrm {s} }}
따라서 외부 관찰자에게는 결코 보이지 않는다. 그러나 이것은 뉴턴 근사에 불과하며 상대론적 조건에서는 다른 요인들도 고려되어야 한다.

## 불균일한 구
행성과 항성은 밀도가 낮은 표면에서 훨씬 더 밀도가 높은 압축된 핵까지 방사형 밀도 기울기를 가지고 있다. 축퇴 물질 물체(백색 왜성, 중성자별 펄서)는 방사형 밀도 기울기와 상대론적 보정을 모두 가지고 있다.
중성자별의 상대론적 상태 방정식에는 다양한 모델에 대한 반지름 대 질량 그래프가 포함되어 있다. 주어진 중성자별 질량에 대한 가장 가능성 있는 반지름은 AP4 (가장 작은 반지름) 및 MS2 (가장 큰 반지름) 모델에 의해 범위가 정해진다. BE는 중력 결합 에너지 질량 등가 대 관측된 중성자별 중력 질량 M과 반지름 R의 비율이다.
{\displaystyle BE={\frac {0.60\,\beta }{1-{\frac {\beta }{2}}}}}
{\displaystyle \beta ={\frac {GM}{Rc^{2}}}.}
현재 값에 따르면
- {\displaystyle G=6.6743\times 10^{-11}\,\mathrm {m^{3}\cdot kg^{-1}\cdot s^{-2}} }[7]
- {\displaystyle c^{2}=8.98755\times 10^{16}\,\mathrm {m^{2}\cdot s^{-2}} }
- {\displaystyle M_{\odot }=1.98844\times 10^{30}\,\mathrm {kg} }

그리고 태양 질량에 대한 항성 질량 M이 다음과 같이 표현된다.
{\displaystyle M_{x}={\frac {M}{M_{\odot }}},}
그러면 중성자별의 상대론적 분수 결합 에너지는 다음과 같다.
{\displaystyle BE={\frac {885.975\,M_{x}}{R-738.313\,M_{x}}}}

## 같이 보기
- 에너지-운동량 텐서
- 스트레스-에너지-운동량 유사텐서
- 노르트베트 효과